# Гранітний (Казахстан)
Грані́тний (каз. Гранитный) — село у складі Зерендинського району Акмолинської області Казахстану. Входить до складу Конисбайського сільського округу.
Населення — 829 осіб (2021; 515 у 2009, 498 у 1999, 2426 у 1989).
Національний склад станом на 1989 рік:
- росіяни — 48 %;
- казахи — 20 %.

Станом на 1989 рік село мало статус селища.